# NGC 4004
NGC 4004 (również PGC 37654 lub UGC 6950) – galaktyka znajdująca się w gwiazdozbiorze Lwa. Odkrył ją William Herschel 11 kwietnia 1785 roku.